# Acervo da Música Brasileira
Acervo da Música Brasileira / Restauração e Difusão de Partituras (AMB) foi um projeto musical da Fundação Cultural e Educacional da Arquidiocese de Mariana (FUNDARQ), Petrobras e Santa Rosa Bureau Cultural (Belo Horizonte - MG), com a coordenação musicológica de Paulo Castagna, que resultou na reorganização da Coleção Dom Oscar de Oliveira do Museu da Música de Mariana e na publicação de uma série de 9 volumes de partituras e de CDs com música sacra brasileira dos séculos XVIII e XIX, editadas a partir de fontes musicais desse acervo.

## Histórico e descrição
O projeto Acervo da Música Brasileira (AMB) surgiu no ano 2000, a partir de uma parceria entre a Petrobras, o Santa Rosa Bureau Cultural e a Fundação Cultural e Educacional da Arquidiocese de Mariana (FUNDARQ), instituição que gerencia os bens e as instituições culturais dessa região eclesiástica. O trabalho teve início em fevereiro de 2001 e foi concluído em dezembro de 2003, sendo orientado por três objetivos básicos:
- Tratamento da Coleção Dom Oscar de Oliveira, a partir de metodologia arquivístico-musical atualizada;
- Edição de 51 obras sacras dos séculos XVIII e XIX em 9 volumes de partituras, por musicólogos de Minas Gerais, Rio de Janeiro e São Paulo
- Gravação, por grupos musicais de Minas Gerais, São Paulo e Rio de Janeiro, de todas as composições musicais editadas.

Participaram do trabalho musical e musicológico do projeto, por área de atuação, os seguintes profissionais e grupos musicais:
- Tratamento da Coleção Dom Oscar de Oliveira: André Guerra Cotta (coordenador da área), Paulo Castagna, Maria Teresa Gonçalves Pereira, Maria José Ferro de Souza, Chiquinho de Assis (Francisco de Assis Gonzaga da Silva) e Vladmir Agostini Cerqueira;
- Edição: Carlos Alberto Figueiredo (coordenador da área), Marcelo Campos Hazan, Paulo Castagna, Aluízio Viegas, André Guerra Cotta, Vítor Gabriel de Araújo, Fernando Pereira Binder e Clóvis Afonso de André.
- Gravação: Rubner de Abreu (coordenador da área), Conjunto Calíope e Orquestra Santa Teresa (regente Júlio Moretzsohn); Coral de Câmara São Paulo e Orquestra Engenho Barroco (regente Naomi Munakata), Grupo Árcade da UFMG (regente Rafael Grimaldi), Grupo Vocal Brasilessentia e Orquestra Engenho Barroco (regente Vítor Gabriel de Araújo), Coral Ars Nova (regente Carlos Alberto Pinto Fonseca) e Coral da Escola de Música da UFMG (regente Afrânio Lacerda).

Ao início do projeto, o acervo do Museu da Música encontrava-se provisoriamente instalado em uma ala lateral da residência arquiepiscopal de Mariana à Praça Gomes Freire (depois de ter permanecido no Arquivo Eclesiástico da Arquidiocese de Mariana até 1988), mas a divulgação desta série acabou estimulando várias outras ações de desenvolvimento do Museu da Música, entre elas a realização do I Colóquio Brasileiro de Arquivologia e Edição Musical em 2003 (cujos Anais foram impressos em 2004), o primeiro do gênero na América Latina, e o recebimento, em 4 de dezembro de 2002, do Prêmio Rodrigo Melo Franco de Andrade do IPHAN. Em 2007, após a realização do projeto, o Museu da Música foi transferido para o Palácio da Olaria, mas em 2023 retornou para a antiga residência arquiepiscopal à Praça Gomes Freire, que hoje abriga o Museu da Música e o Museu de Arte Sacra de Mariana.
O projeto Acervo da Música Brasileira conferiu uma nova situação ao Museu da Música, que resultou no recebimento do Diploma do Registro Regional para a América Latina e o Caribe (MOWLAC), do Programa Memória do Mundo da UNESCO, em 2 de dezembro de 2011, tornando esta a primeira instituição brasileira e latino-americana do gênero com esse tipo de distinção. O projeto também viabilizou a edição, em 2005, do livro Lobo de Mesquita no Museu da Música, 10º volume de partituras do Museu da Música, sob a direção de André Guerra Cotta, com obras de José Joaquim Emerico Lobo de Mesquita (1746?-1805), no bicentenário do seu falecimento, bem como a transferência do Museu da Música para o Palácio da Olaria em 2007 e a realização de novos projetos musicológicos, entre eles a Digitalização da Coleção Dom Oscar de Oliveira. A série AMB também se tornou modelo metodológico para coletâneas e projetos editoriais subsequentes, como o próprio livro Lobo de Mesquita no Museu da Música (2005) e a série Patrimônio Arquivístico-Musical Mineiro (PAMM), da Secretaria de Estado de Cultura de Minas Gerais (2008-2011).

## Concepção editorial
Do ponto de vista editorial, esta série partiu da existência de uma rede de iniciativas semelhantes, principiadas na publicação de composições sacras brasileiras dos séculos XVIII e XIX, em periódicos da primeira metade do século XX (especialmente obras de José Maurício Nunes Garcia), impressas em coletâneas a partir do Archivo de Música Religiosa de la “Capitania Geral das Minas Gerais” (Siglo XVIII), Brasil, por Francisco Curt Lange (Mendoza: Universidad Nacional de Cuyo, 1951). A partir dessa publicação, surgiram outras séries editoriais dedicadas ao patrimônio histórico-musical brasileiro, com destaque para as seguintes:
- Coleção Música Sacra Mineira, editada por Aluízio José Viegas, Adhemar Campos Filho e Geraldo Barbosa (Funarte, 1974-1975): 77 obras avulsas;
- Obras de José Maurício Nunes Garcia, editadas por Cleofe Person de Mattos (Funarte, 1978-1984): 9 volumes;
- Reimpressão de 12 obras da Coleção Música Sacra Mineira (Funarte, 1997, 2000, 2002): 1 volume e o catálogo de toda a coleção;[18]
- Música do Brasil Colonial, editada sob a direção de Régis Duprat (Editora da Universidade de São Paulo, 1994-): 4 volumes;
- Editorial Baluarte, editada por Sérgio Dias (1995): 3 volumes;
- Música Brasileira, editada sob a direção de Régis Duprat (Editora da Universidade de São Paulo, a partir de 1999): 1 volume;
- Coleção Ouro de Minas, editada sob a direção de Márcio Miranda Pontes (Editora Pontes, a partir de 2005);
- Coleção PRAORB, editada sob a direção de Romeu do Nascimento Rabelo (Orquestra Ribeiro Bastos, a partir de 2013);
- Patrimônio Arquivístico-Musical Mineiro (PAMM), editada sob a direção de Paulo Castagna (Secretaria de Estado de Cultura de Minas Gerais, 2008-2011).

Como critério de seleção das obras, a série AMB adotou a reunião de obras em torno de nove temas litúrgicos, em uma tentativa de evitar a publicação de coletâneas não-temáticas ou focadas em autores específicos, mas também como forma de privilegiar a liturgia por ter representado o principal critério de acumulação de fontes musicais nos acervos de música sacra recolhidos ao Museu da Música de Mariana. A pesquisa litúrgica - que incluiu a identificação da função cerimonial de cada peça, bem como a identificação, estabelecimento e tradução dos textos latinos - ficou a cargo de Aluízio Viegas, mas também contou com a colaboração de liturgistas e latinistas de São João del-Rei, especialmente Abgar Campos Tirado.
Paralelamente, a série deu prioridade a obras nunca antes impressas ou gravadas, além de selecionar música dos mais representativos compositores brasileiros do período, como José Joaquim Emerico Lobo de Mesquita (Serro, 1746? - Rio de Janeiro, 1805), Manoel Dias de Oliveira (São José del-Rei, c.1735-1813), Jerônimo de Sousa Lobo (1717-entre 1798/1803), Jerônimo de Sousa Queirós (1798-1828), João de Deus de Castro Lobo (Vila Rica, 1794-Mariana, 1832), José Maurício Nunes Garcia (Rio de Janeiro, 1767-1830), Francisco Manuel da Silva (Rio de Janeiro, 1795-1865) e Emilio Soares de Gouvêa Horta Junior (São João do Morro Grande, 1839 - Juiz de Fora, 1907).

## Critérios editoriais
Todas as edições foram baseadas em fontes musicográficas históricas do Museu da Música de Mariana, ainda que com a eventual consulta de fontes de outros acervos, todas referidas nos volumes impressos. Por essa razão, o projeto priorizou a edição de fontes em relação à edição de obras. Além da metodologia atualmente aceita no âmbito musicológico internacional, o projeto adotou os seguintes procedimentos:
- Indicação de local de recolhimento (cidade, acervo e código) e descrição precisa das fontes musicais utilizadas
- Organização de volumes a partir de critérios litúrgicos
- Estudo das funções litúrgicas de cada uma das obras selecionadas
- Localização de versões oficiais dos textos latinos e tradução para o português daqueles nunca antes traduzidos para este idioma
- Explicitação dos critérios editoriais adotados
- Descrição das intervenções gerais realizadas pelos editores, em comentários introdutórios
- Aparato crítico, com o registro da situação da fonte para cada intervenção específica
- Disponibilização online das partituras e das fontes musicais utilizadas para a edição na página do projeto (posteriormente incorporada à página do Museu da Música de Mariana)[20]
- Posterior disponibilização online das partituras e das partes cavadas no International Music Score Library Project / Petrucci Music Library (IMSLP)[21] e no portal Musica Brasilis.
- Identificação das obras, nas versões disponibilizadas no IMSLP e Musica Brasilis com o código AMB (01 a 51), para facilitar sua indexação.[22]

## Volumes publicados

### Partituras
1. (2002) CASTAGNA, Paulo (coord.). Pentecostes; coordenação musicológica Paulo Castagna; coordenação editorial Carlos Alberto Figueiredo; pesquisa, edição e texto Marcelo Campos Hazan, Vítor Gabriel de Araújo, André Guerra Cotta, Paulo Castagna. Belo Horizonte: Fundação Cultural e Educacional da Arquidiocese de Mariana, 2002. 348p. (Acervo da Música Brasileira / Restauração e Difusão de Partituras, v.1)
2. (2002) CASTAGNA, Paulo (coord.). Missa; coordenação musicológica Paulo Castagna; coordenação editorial Carlos Alberto Figueiredo; pesquisa, edição e texto Aluízio José Viegas, Carlos Alberto Figueiredo, Paulo Castagna. Belo Horizonte: Fundação Cultural e Educacional da Arquidiocese de Mariana, 2002. 300p. (Acervo da Música Brasileira / Restauração e Difusão de Partituras, v.2) ISBN 85-88966-03-4 ou 8588966034.
3. (2002) CASTAGNA, Paulo (coord.). Sábado Santo; coordenação musicológica Paulo Castagna; coordenação editorial Carlos Alberto Figueiredo; pesquisa, edição e texto André Guerra Cotta, Paulo Castagna, Carlos Alberto Figueiredo. Belo Horizonte: Fundação Cultural e Educacional da Arquidiocese de Mariana, 2002. 300p. (Acervo da Música Brasileira / Restauração e Difusão de Partituras, v.3) ISBN 85-88966-02-6 ou 8588966026.
4. (2002) CASTAGNA, Paulo (coord.). Conceição e Assunção de Nossa Senhora; coordenação musicológica Paulo Castagna; coordenação editorial Carlos Alberto Figueiredo; coordenação da revisão Marcelo Campos Hazan; assessoria litúrgica Aluízio José Viegas; pesquisa, edição e texto André Guerra Cotta, Carlos Alberto Figueiredo, Marcelo Campos Hazan, Paulo Castagna. Belo Horizonte: Fundação Cultural e Educacional da Arquidiocese de Mariana, 2002. 266p. (Acervo da Música Brasileira / Restauração e Difusão de Partituras, v.4) ISBN 85-88966-06-9 ou 8588966069.
5. (2002) CASTAGNA, Paulo (coord.). Natal; coordenação musicológica Paulo Castagna; coordenação editorial Carlos Alberto Figueiredo; coordenação da revisão Marcelo Campos Hazan; assessoria litúrgica Aluízio José Viegas; pesquisa, edição e texto Carlos Alberto Figueiredo, Marcelo Campos Hazan, Paulo Castagna. Belo Horizonte: Fundação Cultural e Educacional da Arquidiocese de Mariana, 2002. 298p. (Acervo da Música Brasileira / Restauração e Difusão de Partituras, v.5) ISBN 85-88966-07-7.
6. (2002) CASTAGNA, Paulo (coord.). Quinta-feira Santa; coordenação musicológica Paulo Castagna; coordenação editorial Carlos Alberto Figueiredo; coordenação da revisão Marcelo Campos Hazan; assessoria litúrgica Aluízio José Viegas; pesquisa, edição e texto André Guerra Cotta, Carlos Alberto Figueiredo, Clóvis de André, Paulo Castagna. Belo Horizonte: Fundação Cultural e Educacional da Arquidiocese de Mariana, 2002. 326p. (Acervo da Música Brasileira / Restauração e Difusão de Partituras, v.6) ISBN 85-88966-08-5.
7. (2003) CASTAGNA, Paulo (coord.). Devocionário Popular aos Santos; coordenação musicológica Paulo Castagna; coordenação editorial Carlos Alberto Figueiredo; coordenação da revisão Marcelo Campos Hazan; assessoria litúrgica Aluízio José Viegas; pesquisa, edição e texto André Guerra Cotta, Carlos Alberto Figueiredo, Fernando Pereira Binder, Marcelo Campos Hazan, Paulo Castagna. Belo Horizonte: Fundação Cultural e Educacional da Arquidiocese de Mariana, 2003. 303p. (Acervo da Música Brasileira / Restauração e Difusão de Partituras, v.7).
8. (2003) CASTAGNA, Paulo (coord.). Ladainha de Nossa Senhora; coordenação musicológica Paulo Castagna; coordenação editorial Carlos Alberto Figueiredo; coordenação da revisão Marcelo Campos Hazan; assessoria litúrgica Aluízio José Viegas; pesquisa, edição e texto André Guerra Cotta, Fernando Pereira Binder, Marcelo Campos Hazan, Paulo Castagna. Belo Horizonte: Fundação Cultural e Educacional da Arquidiocese de Mariana, 2003. 373p. (Acervo da Música Brasileira / Restauração e Difusão de Partituras, v.8).
9. (2003) CASTAGNA, Paulo (coord.). Música fúnebre; coordenação musicológica Paulo Castagna; coordenação editorial Carlos Alberto Figueiredo; coordenação da revisão Marcelo Campos Hazan; assessoria litúrgica Aluízio José Viegas; pesquisa, edição e texto Carlos Alberto Figueiredo, Marcelo Campos Hazan, Paulo Castagna. Belo Horizonte: Fundação Cultural e Educacional da Arquidiocese de Mariana, 2003. 272p. (Acervo da Música Brasileira / Restauração e Difusão de Partituras, v.9).

### CDs completos
1. «(2001) Pentecostes - Coral da Escola de Música da UFMG e músicos convidados (MG), direção Afrânio Lacerda»
2. «(2001) Missa - Coral de Câmara São Paulo e Orquestra Engenho Barroco (SP), direção Naomi Munakata»
3. «(2001) Sábado Santo - Grupo Vocal Calíope e Orquestra Santa Teresa (RJ), direção Júlio Moretszohn»
4. «(2002) Conceição e Assunção de Nossa Senhora - Coral Ars Nova e músicos convidados (MG), direção Carlos Alberto Pinto Fonseca»
5. «(2002) Natal - Grupo Vocal Brasilessentia e Orquestra Engenho Barroco (SP), direção Vítor Gabriel»
6. «(2002) Quinta-feira Santa - Grupo Vocal  Calíope e Orquestra Santa Teresa (RJ), direção Júlio Moretszohn»
7. «(2003) Devocionário Popular aos Santos - Grupo Árcade (UFMG) e músicos convidados (MG), direção Rafael Grimaldi»
8. «(2003) Ladainha de Nossa Senhora - Coral de Câmara São Paulo e Orquestra Engenho Barroco (SP), direção Naomi Munakata»
9. «(2003) Musica Fúnebre - Grupo Vocal Calíope e Orquestra Santa Teresa (RJ), direção Júlio Moretszohn»

### Tabela de edições e gravações por obra
| Partitura                                              | Audio                        | Autor                                                            | Título                                                            |
| Pentecostes (AMB, v.1, 2001)                           | Pentecostes (AMB, v.1, 2001) | Pentecostes (AMB, v.1, 2001)                                     | Pentecostes (AMB, v.1, 2001)                                      |
| ------------------------------------------------------ | ---------------------------- | ---------------------------------------------------------------- | ----------------------------------------------------------------- |
| «AMB 01»                                               | «Audio 01»                   | João de Deus de Castro Lobo (1794-1832)                          | Matinas do Espírito Santo                                         |
| «AMB 02»                                               | «Audio 02»                   | Não identificado (século XVIII)                                  | Vidi aquam                                                        |
| «AMB 03»                                               | «Audio 03»                   | João de Araújo Silva (século XVIII)                              | Gradual do Espírito Santo                                         |
| «AMB 04»                                               | «Audio 04»                   | Miguel Teodoro Ferreira (fl.1788-1818)                           | Gradual e Ofertório do Espírito Santo                             |
| «AMB 05»                                               | «Audio 05»                   | Frutuoso de Matos Couto (1797-c.1857)                            | Novena do Espírito Santo                                          |
| «AMB 06»                                               | «Audio 06»                   | Francisco Manuel da Silva (1795-1865)                            | Te Deum (em Sol)                                                  |
| Missa (AMB, v.2, 2001)                                 |                              |                                                                  |                                                                   |
| «AMB 07»                                               | «Audio 07»                   | Manoel Dias de Oliveira (c.1735-1813)                            | Missa abreviada em Ré                                             |
| «AMB 08»                                               | «Audio 08»                   | Manoel Dias de Oliveira (c.1735-1813)                            | Missa de oitavo tom                                               |
| «AMB 09»                                               | «Audio 09»                   | Joaquim de Paula Sousa (c.1780-1842)                             | Missa Pequena em Dó                                               |
| «AMB 10»                                               | «Audio 10»                   | José Maurício Nunes Garcia (1767-1830)                           | Missa em Mi bemol                                                 |
| Sábado Santo (AMB, v.3, 2001)                          |                              |                                                                  |                                                                   |
| «AMB 11»                                               | «Audio 11»                   | José Joaquim Emerico Lobo de Mesquita (1746?-1805)               | Matinas do Sábado Santo                                           |
| «AMB 12»                                               | «Audio 12»                   | Não identificado (século XVIII)                                  | Tractos, Missa e Vésperas do Sábado Santo                         |
| «AMB 13»                                               | «Audio 13»                   | José Joaquim Emerico Lobo de Mesquita (1746?-1805)               | Magnificat                                                        |
| Conceição e Assunção de Nossa Senhora (AMB, v.4, 2002) |                              |                                                                  |                                                                   |
| «AMB 14»                                               | «Audio 14»                   | Não identificado (século XVIII)                                  | Novena de Nossa Senhora da Conceição                              |
| «AMB 15»                                               | «Audio 15»                   | Não identificado (século XVIII)                                  | Invitatório e Jaculatória da Novena de Nossa Senhora da Conceição |
| «AMB 16»                                               | «Audio 16»                   | Não identificado (século XVIII)                                  | Novena de Nossa Senhora da Assunção                               |
| «AMB 17»                                               | «Audio 17»                   | Não identificado (século XVIII)                                  | Tota pulchra es, Maria                                            |
| «AMB 18»                                               | «Audio 18»                   | Não identificado (século XIX)                                    | Sicut cedrus                                                      |
| «AMB 19»                                               | «Audio 19»                   | Não identificado (século XVIII)                                  | Beatam me dicent                                                  |
| «AMB 20»                                               | «Audio 20»                   | Não identificado (século XVIII)                                  | Ofertório de Nossa Senhora da Assunção                            |
| «AMB 21»                                               | «Audio 21»                   | Francisco Manuel da Silva (1795-1865)                            | Ladainha (em Sol)                                                 |
| «AMB 22»                                               | «Audio 22»                   | Emílio Soares de Gouveia Horta Júnior (1839-1907)                | Maria, Mater gratiæ (Ária ao Pregador)                            |
| Natal (AMB, v.5, 2002)                                 |                              |                                                                  |                                                                   |
| «AMB 23»                                               | «Audio 23»                   | Não identificado (século XVIII)                                  | Matinas do Natal                                                  |
| «AMB 24»                                               | «Audio 24»                   | Francisco da Luz Pinto (?-1865)                                  | Te Deum                                                           |
| «AMB 25»                                               | «Audio 25»                   | Carlos Gonçalves de Moura (século XIX)                           | Hodie Christus natus est (Solo ao Pregador)                       |
| Quinta-feira Santa (AMB, v.6, 2002)                    |                              |                                                                  |                                                                   |
| «AMB 26»                                               | «Audio 26»                   | Jerônimo de Sousa Queirós (século XIX)                           | Matinas de Quinta-feira Santa                                     |
| «AMB 27»                                               | «Audio 27»                   | Não identificado (século XVIII)                                  | Miserere                                                          |
| «AMB 28»                                               | «Audio 28»                   | Não identificado (século XVIII)                                  | Gradual e Ofertório de Quinta-feira Santa (em Fá)                 |
| «AMB 29»                                               | «Audio 29»                   | Não identificado (século XVIII)                                  | Gradual e Ofertório de Quinta-feira Santa (em Ré)                 |
| «AMB 30»                                               | «Audio 30»                   | Bento Pereira [de Magalhães?] (século XVIII)                     | Pange lingua                                                      |
| Devocionário Popular aos Santos (AMB, v.7, 2003)       |                              |                                                                  |                                                                   |
| «AMB 31»                                               | «Audio 31»                   | Não identificado (século XVIII)                                  | Trezena de São Francisco de Paula                                 |
| «AMB 32»                                               | «Audio 32»                   | Não identificado (século XVIII)                                  | Trezena de Santo Antônio de Pádua                                 |
| «AMB 33»                                               | «Audio 33»                   | Não identificado e João de Deus de Castro Lobo (1794-1832)       | Novena de São Francisco de Assis                                  |
| «AMB 34»                                               | «Audio 34»                   | João de Deus de Castro Lobo (1794-1832)                          | Plorans ploravit                                                  |
| «AMB 35»                                               | «Audio 35»                   | Miguel Teodoro Ferreira (fl.1788-1818)                           | Responsório de São Caetano                                        |
| «AMB 36»                                               | «Audio 36»                   | Não identificado (século XVIII)                                  | Responsório de Santo Antônio de Pádua                             |
| «AMB 37»                                               | «Audio 37»                   | Emílio Soares de Gouveia Horta Júnior (1839-1907)                | Hino a Santa Cecília                                              |
| Ladainha de Nossa Senhora (AMB, v.8, 2003)             |                              |                                                                  |                                                                   |
| «AMB 38»                                               | «Audio 38»                   | José Joaquim Emerico Lobo de Mesquita (1746?-1805)               | Ladainha em Si bemol Maior                                        |
| «AMB 39»                                               | «Audio 39»                   | José Joaquim Emerico Lobo de Mesquita e Gervásio José da Fonseca | Ladainha em Lá Maior                                              |
| «AMB 40»                                               | «Audio 40»                   | Jerônimo de Sousa Lobo (século XVIII)                            | Ladainha em Sol Maior                                             |
| «AMB 41»                                               | «Audio 41»                   | Francisco de Melo Rodrigues (fl.1786-1844)                       | Ladainha em Lá menor                                              |
| «AMB 42»                                               | «Audio 42»                   | Não identificado (século XVIII)                                  | Ladainha em Ré Maior (a três vozes)                               |
| Música Fúnebre (AMB, v.9, 2003)                        |                              |                                                                  |                                                                   |
| «AMB 43»                                               | «Audio 43»                   | João de Deus de Castro Lobo (1794-1832)                          | Seis Responsórios Fúnebres                                        |
| «AMB 44»                                               | «Audio 44»                   | Florêncio José Ferreira Coutinho (c.1750-1819)                   | Encomendação para Anjinhos                                        |
| «AMB 45»                                               | «Audio 45»                   | José Maurício Nunes Garcia (1767-1830)                           | Matinas e Encomendação de Defuntos                                |
| «AMB 46»                                               | «Audio 46»                   | José Maurício Nunes Garcia (1767-1830)                           | Memento I                                                         |
| «AMB 47»                                               | «Audio 47»                   | Não identificado (século XVIII)                                  | Memento II                                                        |
| «AMB 48»                                               | «Audio 48»                   | Não identificado (século XVIII)                                  | Memento III                                                       |
| «AMB 49»                                               | «Audio 49»                   | José Maurício Nunes Garcia (1767-1830)                           | Libera me                                                         |
| «AMB 50»                                               | «Audio 50»                   | José Maurício Nunes Garcia (1767-1830)                           | Memento IV                                                        |
| «AMB 51»                                               | «Audio 51»                   | José Maurício Nunes Garcia (1767-1830)                           | Ego sum resurrectio                                               |

## Textos e índices
- «Índice das obras representadas no Museu da Música de Mariana e editadas no projeto Acervo da Música Brasileira (2001-2003)»